# 巴布科模型
巴布科模型（英語：Babcock Model）是用來解釋觀測到的太陽磁場和黑子形成機制的模型。
近代對黑子的瞭解始自喬治·海爾，將磁場和黑子連結在一起。海爾建議黑子的週期是22年，包括了兩次太陽磁偶極的磁極反轉。

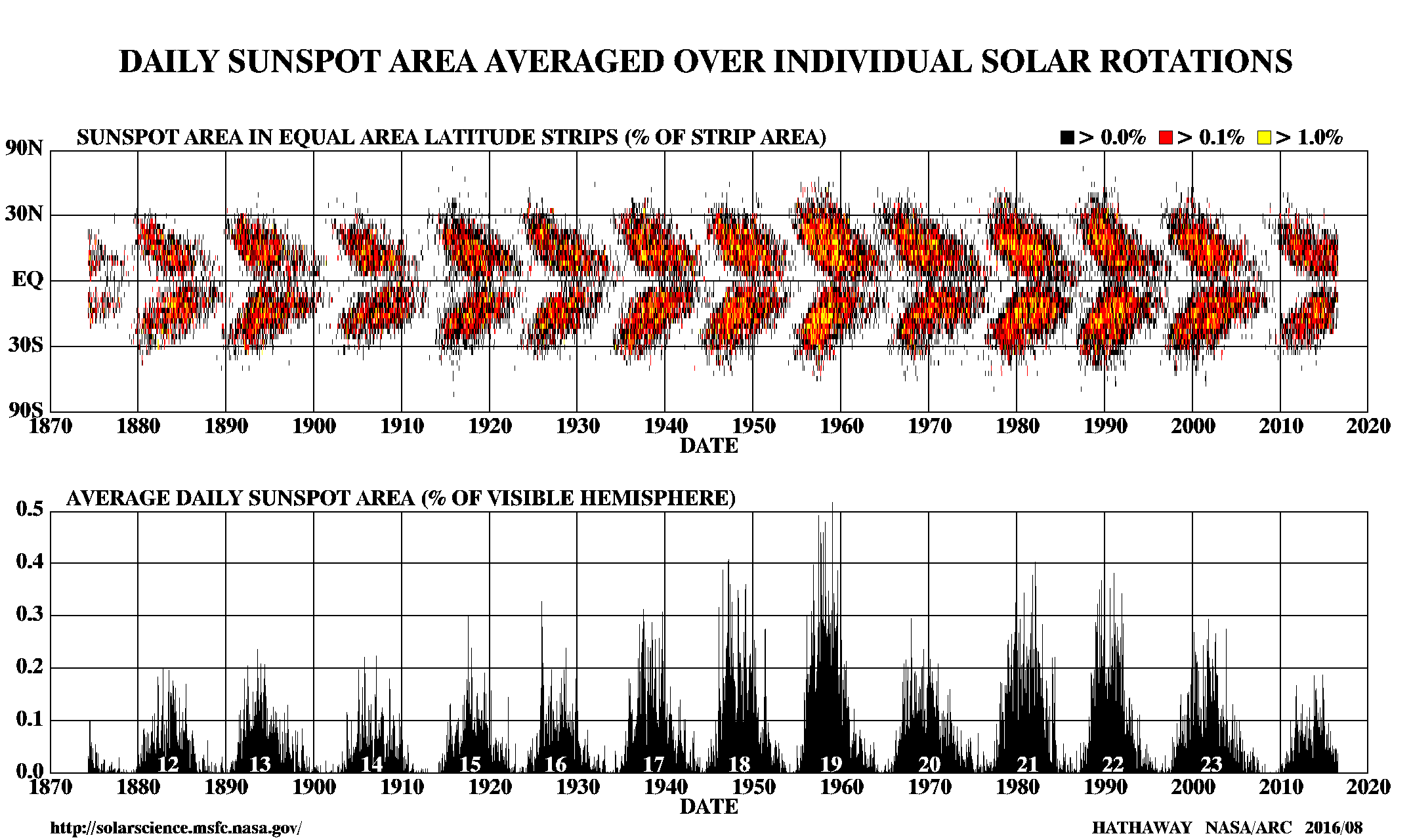
蝴蝶圖顯示了黑子的對稱模式，下圖是黑子的沃夫數。

霍勒斯·W·巴布科克在1961年為太陽表層的動力學提出了定性的模型：
- 22年的週期活動開始於一個沿著自轉軸排列的源遠流長的磁偶極場分量，磁場線傾向於依附著高度導電的太陽電漿。
- 太陽表面的電漿在不同的緯度有著不同的自轉速率，在赤道的自轉速率比極區快了約20%（27天自轉一圈）。結果，磁場線每27天就重疊包覆20%的太陽
- 經過多次的自轉，磁場線變得高度的扭轉和疊覆，增加了它們的強度和產生浮力向太陽的表面推擠，在磁場線的糾纏下形成出現兩個斑點的磁雙極區域。
- 在太陽表面的黑子肇因於強烈的磁場浮升至表面，將發出光線的電漿體排開而出現變暗的斑點區域。
- 磁雙極的前導斑點有著與太陽半球相同的磁性，尾隨斑點的磁性則相異。雙極區域的前導斑點傾向於向著赤道接近，極性相異的尾隨斑點則傾向於太陽半球的極軸移動，以使太陽偶極距的總數減少。黑點的形成和遷徙過程繼續到太陽偶極場的反轉（大約11年之後）。
- 太陽偶極場，繼續相似的程序，在22年週期結束時再度反轉。
- 黑子的磁場有時在赤道區域會減弱，允許電漿彙集流入日冕使得內部的壓力增加並且形成磁泡，這些磁泡可能破裂並且導致日冕中的物質被拋出，留下一個磁場開放的冕洞。這樣的日冕物質拋射是高速太陽風的來源。
- 波動在被限制的區域內將磁場的能量轉換並加熱電漿，導致放射出強烈的紫外線和X射線等電磁輻射。